# Política de la República Centroafricana

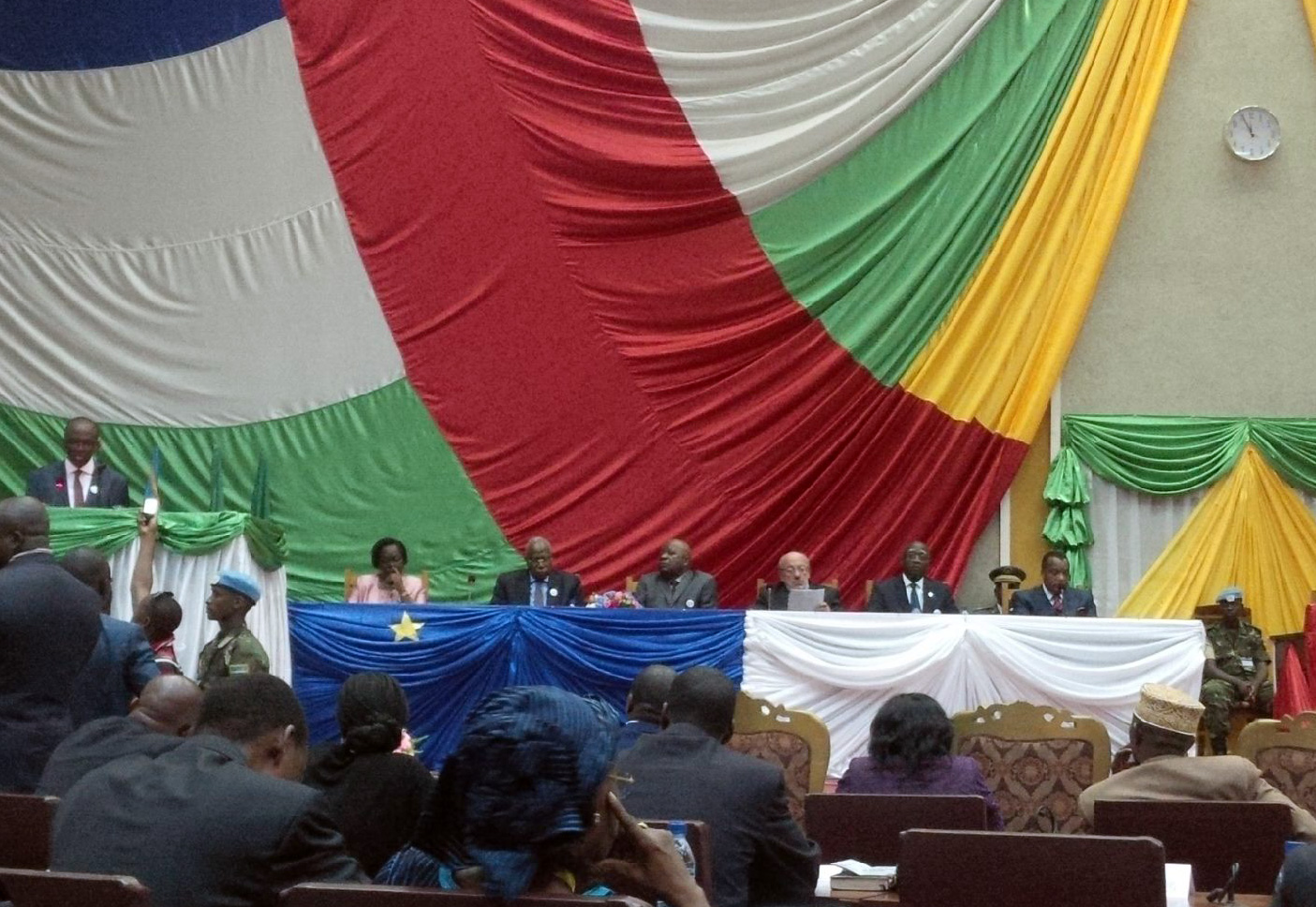
Asamblea del tribunal constitucional de la República Centroafricana

La Constitución vigente es de 7 de enero de 1995, aprobada en referéndum en 1994. 
La República Centroafricana es presidencialista. El presidente es el jefe del Estado y comandante en jefe de las Fuerzas Armadas, elegido por sufragio universal directo a a doble vuelta para un periodo de seis años, pudiendo permanecer sólo dos mandatos. El Presidente nombra al Primer ministro y junto con él ostenta el poder ejecutivo. El poder legislativo reside en una Asamblea Nacional, el Consejo Económico y Regional y el Consejo de Estado que, reunidos, forman el Congreso. La Asamblea está compuesta por 109 miembros elegidos por sufragio universal para un mandato de cinco años; el Consejo Económico y Regional es elegido por partes iguales por el presidente de la República y la Asamblea Nacional, y el Consejo de Estado es un órgano consultivo de la Asamblea Nacional. La iniciativa legislativa corresponde tanto a la Asamblea como al Presidente, que puede disolverla para convocar elecciones.
El Tribunal Constitucional de la República Centroafricana es el máximo poder judicial del país y es elegido por el presidente de la República.
Además, se establecen Asambleas regionales con competencias en algunas materias, como órganos descentralizados de la administración.